# Шестопёров, Алексей Николаевич
Алексей Николаевич Шестопёров (25 июня 1935 — 24 апреля 2011) — советский и российский шахматист, мастер спорта СССР (1961), международный мастер (2003). Заслуженный тренер России. Кандидат технических наук, доцент.

## Биография
Родился 25 июня 1935 года. По образованию — инженер. Жил в г. Саратов. Работал доцентом в Саратовском политехническом институте (имел учёную степень кандидата технических наук) и тренером-преподавателем высшей категории. 
А. Н. Шестопёров был участником, победителем и призёром ряда отечественных и международных соревнований. Основные достижения: 
- чемпион СССР среди юношей в составе сборной команды РСФСР 1953 г.;
- чемпион Саратова 1954, 1958, 1972 гг., чемпион Саратовской области 1961, 1971, 1976 гг.;
- участник финалов чемпионата России (РСФСР) 1955, 1961,1966, 1973 гг.;
- член сборной команды России 1961—1963 гг., участник матчей РСФСР — Болгария (1961—1962);
- серебряный призёр командного чемпионата СССР (1962), чемпион III летней Спартакиады народов СССР в командном зачёте (1963);
- участник чемпионатов мира среди ветеранов.

В 1960 г. выиграл квалификационный матч на звание мастера спорта СССР у А. Чистякова (7½:5½). Получил звание международного мастера в 2003 г.. 
В 1963 г. отстоял ничью в последней по времени завершения партии Спартакиады народов СССР (против гроссмейстера Е. А. Васюкова), что позволило сборной РСФСР на ½ очка опередить сборную Москвы и стать чемпионом. После партии Шестопёров попал в объятия товарищей по команде и болельщиков.  
А. Н. Шестопёров был Заслуженным тренером РФ. Его ученик международный гроссмейстер Евгений Томашевский выиграл чемпионат России и неоднократно представлял Россию на крупных международных соревнованиях.
В Саратове проводится Мемориал А. Н. Шестопёрова.

## Книга
- Шестопёров А.Н., Колпаков В.В. Творчество саратовских шахматистов. — Саратов : Приволж. кн. изд-во, 1983. — 112 с.